# Seznam videoklipů 50 Centa
Seznam klipů rappera 50 Centa.

## Klipy z alb
Power of the Dollar (2000)
- 05. Your Life's on the Line

Get Rich Or Die Tryin' (2003)
- 04. Many Man (Wish Death) – režie: (Jessy Terrero)
- 05. In da Club – režie (Phillip Atwell)
- 07. Heat (2 verze klipu)
- 08. If I Can't
- 09. P.I.M.P. (Remix) (ft. Snoop Dogg, Lloyd Banks a Young Buck) – režie (Chris Robinson)
- 14. 21 Questions (ft. Nate Dogg) – režie: (Damon Johnson)
- 17. Wanksta – režie: (Jessy Terrero)

The Massacre (2005)
- K albu vyšlo DVD s klipy ke každé písni.

Curtis (2007)
- 04. I'll Still Kill (ft. Akon) – režie: (Jessy Terrero)
- 05. I Get Money
- 07. Ayo Technology (ft. Justin Timberlake)
- 08. Follow My Lead (ft. Robin Thicke)
- 10. Straight to the Bank
- 11. Amusement Park

Before I Self Destruct (2009)
- 07. Crime Wave
- 08. Stretch
- 13. Baby By Me (ft. Ne-Yo) – režie (Chris Robinson)
- 14. Do You Think About Me – režie (Chris Robinson)
- 15. Ok, You're Right – režie (Dan The Man a Chris "Broadway" Romero)

Street King Immortal (2013)
- x. First Date (ft. Too Short)
- x. My Life (ft. Eminem a Adam Levine)
- x. Major Distribution (ft. Snoop Dogg a Young Jeezy)
- x. We Up (ft. Kidd Kidd) (verze 1)
- x. We Up (ft. Kendrick Lamar) (verze 2)

Animal Ambition (2014)
- 01. Hold On
- 02. Don't Worry Bout It (ft. Yo Gotti)
- 04. Pilot
- 05. Smoke (ft. Trey Songz)
- 06. Everytime I Come Around (ft. Kidd Kidd)
- 07. Irregular Heartbeat (ft. Jadakiss a Kidd Kidd)
- 08. Hustler
- 09. Twisted (ft. Mr. Probz)
- 10. Winners Circle (ft. Guordan Banks)
- 11. Chase the Paper (ft. Prodigy, Kidd Kidd a Styles P)
- 12. The Funeral

## Klipy z mixtapů
Nízkorozpočtové klipy
War Angel LP (2009)
- 06. I'll Do Anything

Forever King (2009)
- 06. Funny How Times Flies
- 11. Touch Me

The Big 10 (2011)
- 02. Niggas be Schemin (ft. Kidd Kidd)
- 03. Queens, NY (ft. Paris)
- 04. I Just Wanna (ft. Tony Yayo)
- 05. Shooting Guns (ft. Kidd Kidd)
- 06. Put Your Hands Up
- 07. Wait Until Tonight
- 09. Off and On
- 10. Nah, Nah, Nah

The Lost Tape (2012)
- 01. Get Busy (ft. Kidd Kidd)
- 02. Double Up (ft. Hayes)
- 03. Murder One
- 04. Riot (Remix) (ft. 2 Chainz)
- 05. O.J. (ft. Kidd Kidd)
- 06. I Ain't Gonna Lie (ft. Robbie Nova)
- 07. Complicated
- 10. Can't Help Myself
- 15. All His Love

5 (Murder by Numbers) (2012)
- 02. NY
- 03. United Nations
- 07. Money
- 08. Definition of Sexy
- 09. Be My Bitch

## Klipy ze soundtracků
In Too Deep (1999)
- Rowdy Rowdy

Get Rich or Die Tryin' OST (2005)
- 01. Hustler's Ambition
- 11. Window Shopper
- 17. Best Friend (ft. Olivia)

## Nezařazené klipy
- Funeral Music (Cam'ron diss) (2007)
- They Burn Me (2011)
- Financial Freedom (2013)
- Big Rich Town (ft. Joe) (2014)

## Klipy sG-Unit
Beg for Mercy (2003)
- 02. Poppin' Them Thangs
- 03. My Buddy
- 05. Stunt 101
- 06. Wanna Get to Know Ya (ft. Joe)
- 11. Smile

T.O.S. - Terminate On Sight (2008)
- 03. Close To Me
- 04. Rider pt.2
- 09. I Like the Way She Do It
- 13. Get Down

Nízkorozpočtové klipy
Return of the Body Snatchers (2008)
- 01. Like a Dog
- 03. The Mechanic
- 04. I'm Leavin' (Fat Joe diss)
- 05. Rider 4 Real
- 07. Bottom Girl
- 09. Paper Chaser
- 10. I'm 'Bout That
- 11. Be Good to Me
- 14. Make Me Feel Good

The Beauty of Independence EP (2014)
- 1. Watch Me
- 5. Changes

Nezařazené klipy
- I'll Be the Shooter (Rick Ross diss)
- Come Up (2014)
- Ahhh Shit (2014)